# Wawrzyniec Żuławski

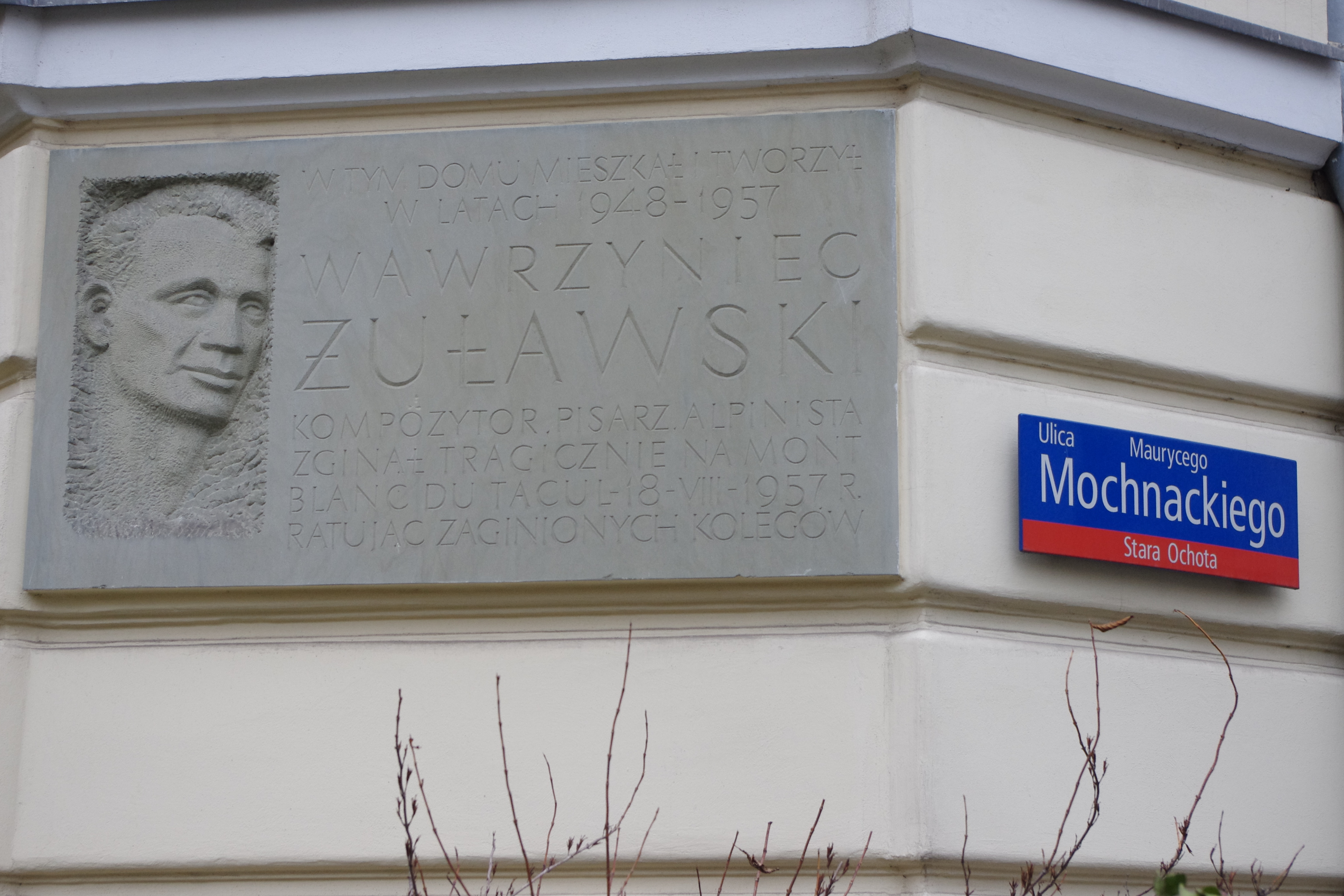

Wawrzyniec Jerzy Żuławski (14 tháng 2 năm 1916, tại Zakopane – 18 tháng 8 năm 1957, trên dãy Anpơ), còn có tên khác là Wawa, là một nhà leo núi, nhà giáo, nhà soạn nhạc, nhà phê bình âm nhạc và nhà âm nhạc học Ba Lan. Ông là giáo sư của Đại học âm nhạc Fryderyk Chopin. Ông là người khởi xướng và tổ chức môn leo núi cao ở Ba Lan. Trong Thế chiến thứ hai, ông gia nhập Armia Krajowa và tham chiến trong Khởi nghĩa Warszawa.
Ông từng công bố các bài phê bình âm nhạc trên các ấn phẩm như Ruch Muzyczny, Express Wieczorny, Nowa Kultura cũng như sáng tác các nhạc khúc cho dàn nhạc, thính phòng, piano và thanh nhạc.
Ông là một trong những nhà leo núi cao hàng đầu của Ba Lan.  Ông qua đời trên đỉnh núi Mont Blanc trong một hoạt động giải cứu năm 1957.

## Tác phẩm nổi bật

### Nhạc phẩm
- Cztery kolędy polskie, sáng tác cho dàn nhạc, 1947
- Wierchowe nuty, sáng tác thanh nhạc cho dàn hợp xướng và độc tấu violin, 1955

### Sách
Żuławski từng chắp bút cho một số cuốn sách viết về núi:
- Niebieski krzyż, 1946
- Sygnały ze skalnych ścian, 1954
- Tragedie tatrzańskie, 1956
- Skalne lato, 1957